# مورتس
مورتس (به انگلیسی: Mürz) رودخانه‌ای است که در اتریش جریان دارد.